# Gaby Jallo
Gaby Jallo (Kamishli, 1 januari 1989) is een in Syrië geboren voormalig Nederlands profvoetballer van Aramese komaf.

## Carrière

### Jeugd
Jallo doorliep, nadat hij bij zijn amateurvereniging ASVO Overdinkel gescout werd, de Voetbalacademie FC Twente/Heracles Almelo, met als hoogtepunt het landskampioenschap in 2007 bij de A-junioren. Jallo was de vaste linksachter van dat elftal. Een aantal maanden later wint hij ook de Super Cup voor A-junioren. In de zomer van 2008 maakt hij de overstap naar Jong FC Twente, alwaar hij onder Cees Lok een basisplaats veroverd op de linksachter-positie. Na een jaar in het beloftenelftal te hebben gespeeld, verruilde hij de club voor Jong Heracles Almelo. Hij tekent voor één seizoen in Almelo, met een optie voor nog een jaar. Hij speelde in zijn eerste seizoen vijf duels bij de club, waarna zijn contract met twee jaar werd verlengd.

### Heracles Almelo
Aanvankelijk werd Jallo voor het beloftenelftal gehaald, maar Gertjan Verbeek liet de verdediger direct in het eerste competitieduel debuteren. Tegen landskampioen AZ krijgt hij in de tweede helft een invalbeurt. Het duel werd met 3-2 gewonnen in het Polman Stadion.

### Willem II
Op 21 mei 2012 tekende Jallo een contract van 2 jaar bij Willem II. In zijn eerste jaar werd hij met de Tilburgers laatste in de Eredivisie en degradeerde hij naar de Eerste divisie. In het daaropvolgende seizoen 2013/2014 werd hij met Willem II kampioen van de Eerste divisie. Na dit seizoen werd zijn aflopende contract niet verlengd.

### FC Emmen
Na een korte proefperiode in de voorbereiding sloot Jallo voor het seizoen 2014/15 aan bij FC Emmen.

## Erelijst
- Landskampioen A-junioren: 2007 (FC Twente/Heracles)
- Super Cup A-junioren: 2007 (FC Twente/Heracles)
- Kampioen Eerste divisie: 2014 (Willem II)

## Clubstatistieken
| Seizoen | Club            | Land      | Competitie     | Duels | Goals |
| ------- | --------------- | --------- | -------------- | ----- | ----- |
| 2009/10 | Heracles Almelo | Nederland | Eredivisie     | 5     | 0     |
| 2010/11 | Heracles Almelo | Nederland | Eredivisie     | 1     | 0     |
| 2011/12 | Heracles Almelo | Nederland | Eredivisie     | 7     | 0     |
| 2012/13 | Willem II       | Nederland | Eredivisie     | 15    | 0     |
| 2013/14 | Willem II       | Nederland | Eerste Divisie | 27    | 0     |
| 2014/15 | FC Emmen        | Nederland | Eerste Divisie | 18    | 0     |
| 2015/16 | FC Emmen        | Nederland | Eerste Divisie | 24    | 0     |
| Totaal  | Totaal          | Totaal    | Totaal         | 97    | 0     |

Bijgewerkt op 29 maart 2018